# Cataménie du páramo
Catamenia homochroa
Espèce
Répartition géographique
Statut de conservation UICN

 LC  : Préoccupation mineure
La Cataménie du páramo (Catamenia homochroa) est une espèce de passereaux de la famille des Thraupidae, ou traupidés.

## Habitat
Il habite principalement dans les forêts tempérées, ou dans des montagnes de Santa Marta. Il habite aussi dans des habitats artificiels construits par l’homme.

## Répartition et sous-espèces
- C. h. oreophila Todd, 1913 — sierra Nevada de Santa Marta
- C. h. homochroa Sclater, 1859 — páramo des Andes du nord ;
- C. h. duncani (Chubb, 1921) — tépuis.